# Prédikáció
A prédikáció vagy másképp az igehirdetés vallásos értelemben egyházi beszéd, amely általában az istentisztelet keretében hangzik el. Aki a beszédet mondja, az a prédikátor, az igehirdető. A keresztény templomokban többé-kevésbé magasított, gyakran mellvéddel és baldachinummal ellátott emelvény szolgál a beszéd megtartására.

## Története

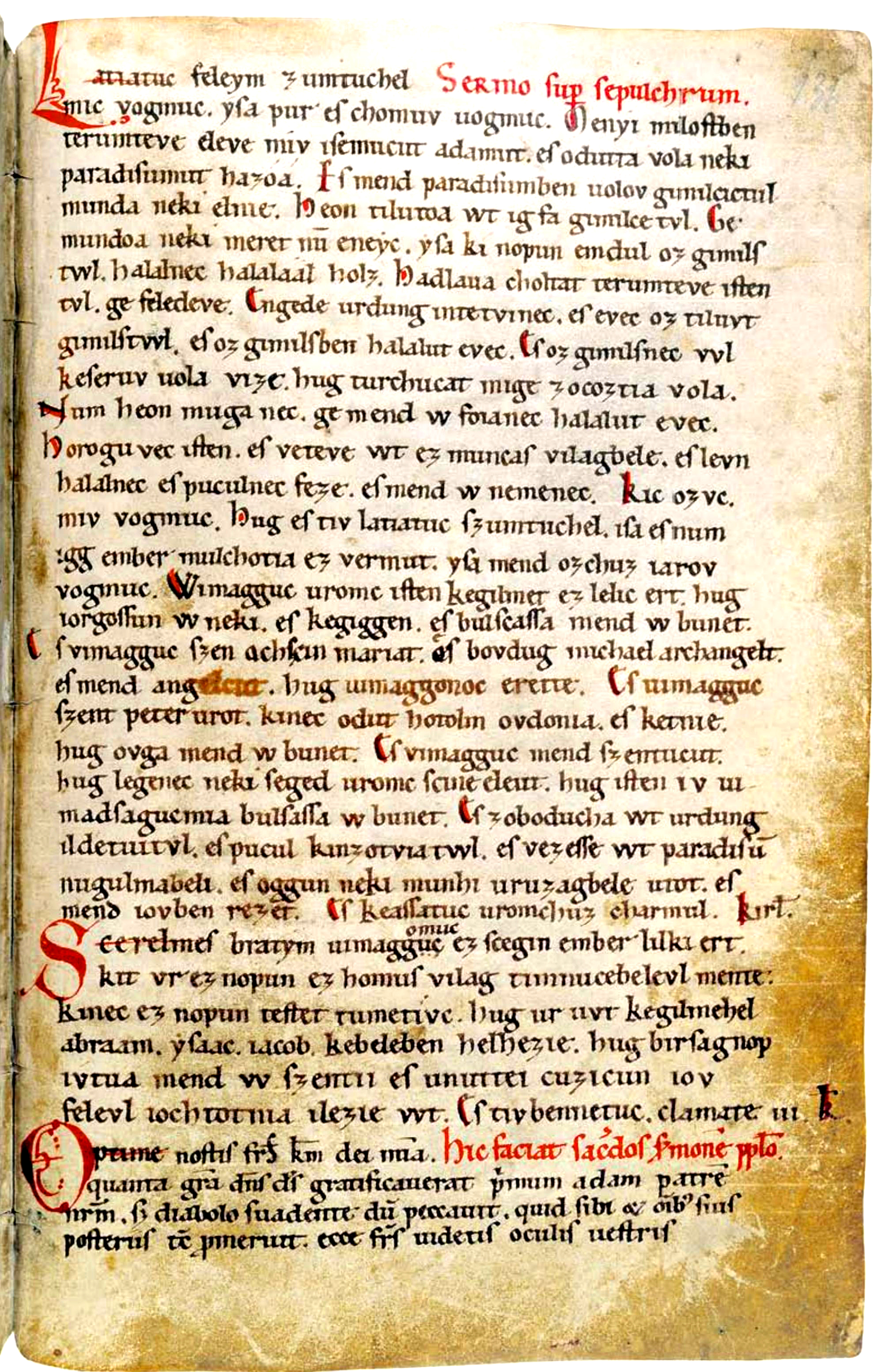
A halotti beszéd eredeti szövege a Pray-kódexben.

A középkorban a prédikációk jelentőségét az adja, hogy az egyházi szertartások (mise, keresztelés, házasságkötés, elsőáldozás, bérmálás, Szent Kenet feladása, temetés stb.) latin nyelven folytak, amelyet a hívek többsége nem értett, így a pap számára a leghatékonyabb eszköz, amellyel szólni tudott a híveihez a szentbeszéd volt.
A magyar nyelv egyik első emléke a Halotti beszéd is egy ilyen prédikáció, amely temetési szertartás keretében hangzott el.
A könyvnyomtatás felfedezése és elterjedése lassan magával hozta az írástudatlanság felszámolását. A reformáció egyik vívmánya volt, hogy az istentiszteleteket teljes egészében anyanyelven tartják. A katolikusoknál a mise nyelve egészen az 1960-as évek közepéig (a  Második vatikáni zsinat határozatáig) a latin maradt, de a prédikációkat a magyar anyanyelvű papok általában magyarul tartották. Kivétel volt, például, ha magas rangú külföldi vendégek is részt vettek azokon.
A  prédikációs irodalom vallásos, tanító jellegű, a hittételeket terjesztő, különleges műgonddal szerkesztett művek összessége.

## A prédikátorok

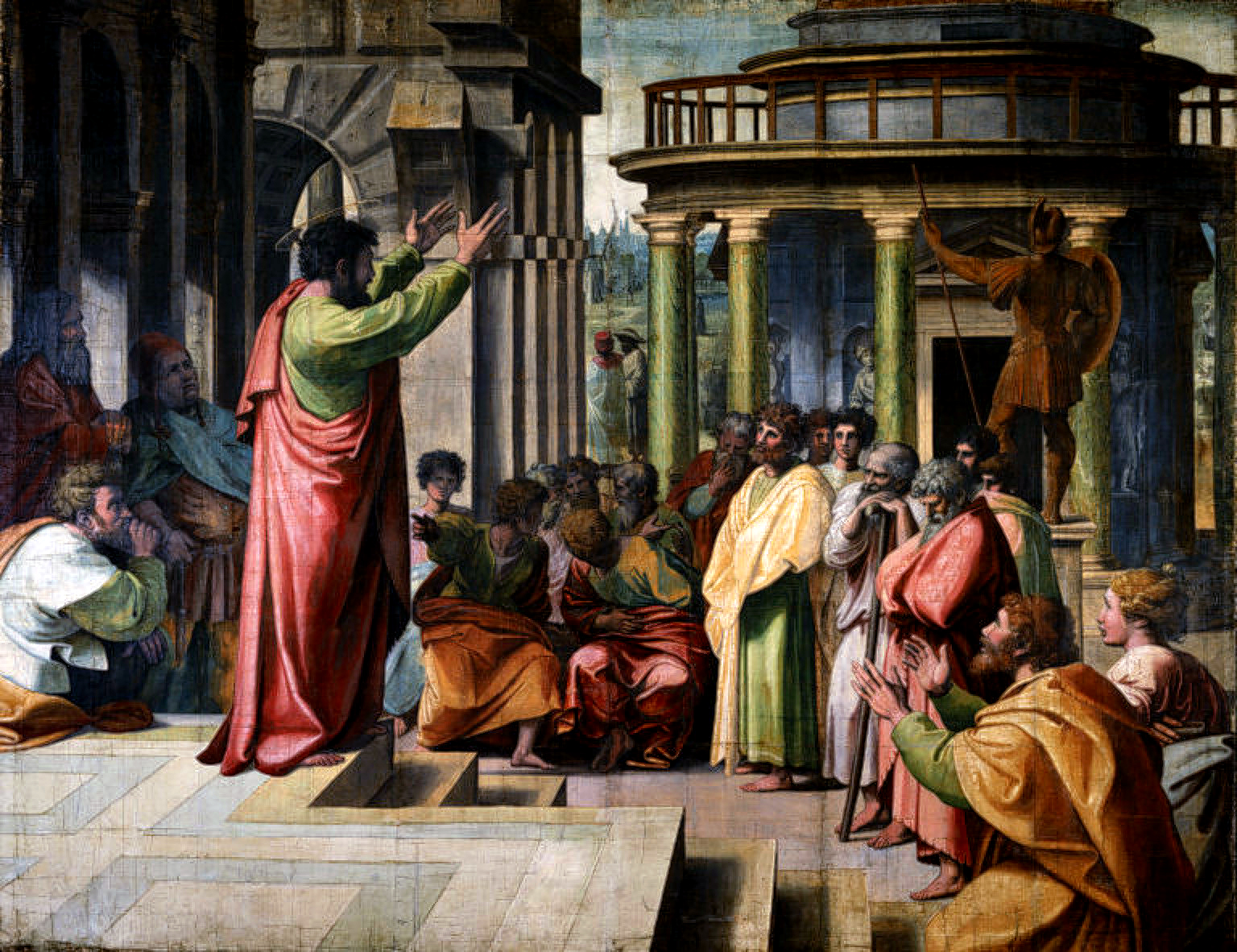
Szent Pál prédikál Athénben (Raffaello, 1515)

A papok külön képzést kaptak szónoklattanból, felhasználva az ókori szerzők (például, Démokritosz, Cato, Cicero) e tárgyban írt műveit is. A keresztény egyházakban az egyszerű lelkésztől a főpapokig minden pap prédikál, az istentisztelet (katolikusoknál szentmise) keretében ez kötelező elem. A katolikus egyház a hit terjesztésére külön misszionáriusokat képez ki, akik valamelyik szerzetesrend keretében hirdetik az igét, az egyházközség adminisztratív ügyei nem terhelik őket.
Minden kornak és majdnem minden településnek voltak híres prédikátorai, akik közül sokan írásban is megörökítették gondolataikat.

A prédikátorok szentbeszédeikben nem csak a hit kérdéseivel foglalkoztak, hanem társadalmi kérdéseket is felvetettek. Ez nem mindig volt veszélytelen, mert a világi hatalom birtokosai a nekik nem tetsző kijelentésekért sokszor megtorlást alkalmaztak. Jó példa erre Morus Tamás, akit VIII. Henrik angol király kivégeztetett, a 40 magyar református prédikátor, akiket a Pozsonyi vértörvényszék a 17. század végén gályarabságra ítélt, de a közelebbi múltból a székelyudvarhelyi Pálfi Géza, akit 1983 karácsonyán elmondott szentbeszédéért a Securitate halálra vert.
A mai prédikátorok kihasználják a legújabb technikai vívmányokat is. Az Amerikai Egyesült Államokban több prédikátor van, aki a televízió segítségével hirdeti az igét, ők a televangelisták. Magyarországon a Hit Gyülekezete él leginkább a televízió nyújtotta szolgáltatásokkal, az ATV adó minden vasárnap sugározza „Vidám Vasárnap” c. műsorukat, benne Németh Sándor vezető lelkész prédikációjával.

## Magyar nyelvű prédikációs irodalom időrendben

### Összefoglaló kézikönyv
- Mihalovics Ede: A katholikus predikáczió története Magyarországon I–II., Budapest, 1900–1901
- Kudora János: A magyar katholikus egyházi beszéd irodalmának ezeréves története, Budapest, 1902
- Rézbányay József: Az egyházi szónoklat egyetemes története I–III., Pécs, 1904–1908

### Gyűjteményes művek
- (szerk.) Szalay Imre: Magyar Egyházi Beszédek Gyüjteménye I–VI. + I–IV. (újabb évfolyam), Pest és Buda, 1832–1845 (prédikációk több lelkésztől)
- (szerk.) Fördős Lajos: Különféle Viszonyokra Vonatkozó Papi Dolgozatok I–XII., Kókai Lajos kiadása, Kecskemét, 1849–1858
- (szerk.) Török Pál: Egyházi beszédek I–II., Pest, 1841–1845 (prédikációk több lelkésztől)
- (szerk.) Fördős Lajos: Papi Dolgozatok Gyászesetekre I–XIII., Kókai Lajos kiadása, Kecskemét, 1850–1871
- (szerk.) Roder Alajos: Pázmány-füzetek. Egyházi beszédek, homiliák, templomi és iskolai katekesisek gyűjteménye I–IV., Szent-István Társulat, Pest, 1855–1859 (prédikációk több lelkésztől)
- (szerk.) Török Pál – Székács József: Protestáns lelkészi tár, Pest, 1858 (prédikációk több lelkésztől)
- (szerk.) Mendlik Ágoston: Könnyű és népszerű falusi prédikácziók I–XII., Pécs, 1864–1875 (prédikációk több lelkésztől)
- (szerk.) Talabér János – Füssy Tamás: Katholikus lelkipásztor I–V, Pest, 1866–1870 (prédikációk több lelkésztől)
- Protestáns egyházi beszédek gyűjteménye I–VI., Budapest, 1876–1878 (prédikációk több lelkésztől)
- Papi dolgozatok különféle esetekre (15 füzet), Budapest, 1882 (prédikációk több lelkésztől)
- (szerk.) S. Szabó József: Debreceni Lelkészi Tár I–XVIII., Debrecen, 1902–1922 (prédikációk több lelkésztől), I.,  IV., V., VI.
- (szerk.) Révész János és Soltész Elemér: Igehirdető. Egyházi beszédek gyűjteménye, Nagybánya, 1906–1910
- (szerk.) Szelestei N. László: Régi magyar prédikációk 16–18. század – Egyetemi szöveggyűjtemény, Szent István Társulat, Budapest, 2005, ISBN 9789633617373 (prédikációk több lelkésztől)

### Egyes prédikációs kötetek
Igen nagy számú magyar prédikációs kötet jelent meg a 16. századtól kezdve, ezeket legtöbbször „X. Y. egyházi beszédei’’ címen adták ki. Néhány jelentősebb ezek közül időrendben:

#### 16. század
- Méliusz Juhász Péter: Magyar Prédikációk, Debrecen, 1563
- Dávid Ferenc: Első Resze az szent irasnac külön külön reszeiből vöt predicaciocnac..., Gyulafehérvár, 1569
- Bornemisza Péter: 
  - Elsö resze az evangeliomokbol es az epistolakbol valo tanvsagoknac..., Sempte, 1573
  - Masic resze az evangeliomokbol es az epistolakbol valo tanvsagoknac..., Sempte, 1574
  - Harmadic resze az evangeliomokbol es az epistolakbol valo tanvsagoknac..., Sempte, 1575
  - Negyedic resze az evangeliomokbol es az epistolakbol valo tanusagoknac..., Sempte, 1578
  - Oetoedic es vtolso resze az evangeliomokbol es az epistolakbol valo tanusagoknac..., Detrekő, 1579
- Telegdi Miklós: Az evangeliomoknac, mellyeket Vasárnapokon és egyeb Innepeken esztendö altal az Anyaszentegyhazba olvasni es predicalni szoktanac, magyarazattyanac... I–III., Bécs–Nagyszombat, 1577–1580

#### 17. század
- Káldi György: Az Vasarnapokra-Valo Predikatzioknak Első Resze..., Pozsony, 1631.
- Tofeus Mihály: A Szent Soltarok resolutioja, Kolozsvár, 1683
- Illyés András: Megrövidittetet Ige Az az: Predikatios Könyv... I–III., Nagyszombat, 1691–1696 I., II. és III

#### 18. század
- Csúzy Zsigmond: 
  - Zengedező sípszó, Pozsony, 1723
  - Lelki éhséget enyhítő evangeliumi kölcsönözött három kenyér, Pozsony, 1724
  - Evangéliumi trombita, Pozsony, 1724
- Szabó István: Prédikátziók..., Sopron, 1744
- Padányi Biró Márton: Micae et spicae evangelico apostolicae. Avagy evangyéliomi kenyér morzsalékok és apostoli buzakalászok, Győr, 1756
- Sztankovátsi Lipót: Vasárnapokra szolgáló prédikációk, Pozsony, 1789–1790
- Alexovics Vazul: Vasárnapi prédikácziók... I–IV., Pest, 1790–1791
- Hunyadi Szabó Ferenc: 
  - Ötvenhét közönséges predikatziók... I–III., Vác. 1797–1799
  - a IV. kötet címe: Hetvenkét ünnepi prédikácziók..., Vác, 1800
  - az V. kötet címe: Különös alkalmatosságokra való ötvennyolcz prédikátziók..., Vác, 1802

#### 19. század
- Noszkó Alajos: Rendkivül-való egyházi-beszédek, mellyeket különös alkalmatosságokkal mondott..., Buda, 1802
- Török Ince: Vasárnapokra készíttetett egyházi beszédek... I–II., Pest, 1806
- Diószegi Sámuel: Erkölcsi tanítások prédikácziókban I–II., Debrecen, 1808
- Horváth János: Az ékes szóllás a koporsóknál, Veszprém, 1816.
- Májer József: Vasárnapi homiliák avagy vasárnapi evangelimok értelme fölött tartott egyházi beszédek... I–III., Székesfehérvár, 1823–1824
- Scitovszky János: Nagybőjti egyházi beszédek, Rozsnyó, 1837
- Grynaeus Alajos: Egyházi beszédek gyüjteménye I–II., Pest, 1851
- Révész Imre: Egyházi beszédek I–VII., Debrecen, 1870–1890
- Heiszler József: Halotti egyházi beszédek, Budapest, 1876
- Huszár Károly: Történetekkel felvilágositott egyházi beszédek, minden vasár- és ünnepnap- s több alkalomra I–VII., Székesfehérvár, 1876–1881
- Mindszenty Gedeon: Vasárnapi egyházi beszédek, Eger, 1883

#### 20. század
- Ruschek Antal: Alkalmi egyházi beszédek, Budapest, 1901
- Kiss Áron: Közönséges, évfordulati és alkalmai egyházi beszédek, Budapest, 1901
- Jánosi Zoltán: Papi dolgozatok I–X., Debrecen, 1906–1917
- Mihályfi Ákos: Egyházi beszédek. Adventi, nagybőjti, ünnepi és alkalmi beszédek, Budapest, 1911

## Külföldi prédikációs kötetek
- Bourdaloue Tisztelendő pater predikátzioi... I–VII., Pest, 1814–1815 I., II., III., IV., V.
- Lacordaire Egyhazi beszedei (ford. Majer Károly), Pest, 1853 Google Books
- Bossuet beszédei I–II. (ford. Acsay Ferenc), Esztergom, 1895–1902
- Külföldi Egyházi Szónoklatok, Budapest, 1897. dec. 25. – 1900. jún. 25. (egyházszónoklati folyóirat)